# Darżele (Białoruś)
Darżele (biał. Даржэлі; ros. Даржели) – chutor na Białorusi, w obwodzie witebskim, w rejonie brasławskim, w sielsowiecie Dalekie.
Dawniej zaścianek.
W Skorowidzach z 1924 i 1933 występuje pod nazwą Darcele.

## Historia
W dwudziestoleciu międzywojennym zaścianek leżał w Polsce, w województwie nowogródzkim (od 1926 w województwie wileńskim), w powiecie dziśnieńskim (od 1926 w powiecie brasławskim), w gminie Bohiń.
Według Powszechnego Spisu Ludności z 1921 roku wieś zamieszkiwało 31 osób, wszystkie były wyznania rzymskokatolickiego. Jednocześnie 16 mieszkańców zadeklarowało polską przynależność narodową a 15 białoruską. Było tu 6 budynków mieszkalnych. W 1931 w 4 domach zamieszkiwało 35 osób.
Miejscowość należała do parafii rzymskokatolickiej w Dalekiem. Podlegała pod Sąd Grodzki w Opsie i Okręgowy w Wilnie; właściwy urząd pocztowy mieścił się w Bohiniu.